# SPRED2
SPRED2 (англ. Sprouty related EVH1 domain containing 2) – білок, який кодується однойменним геном, розташованим у людей на короткому плечі 2-ї хромосоми.  Довжина поліпептидного ланцюга білка становить 418 амінокислот, а молекулярна маса — 47 558.
| 10         |  | 20         |  | 30         |  | 40         |  | 50         |
| ---------- |  | ---------- |  | ---------- |  | ---------- |  | ---------- |
| MTEETHPDDD |  | SYIVRVKAVV |  | MTRDDSSGGW |  | FPQEGGGISR |  | VGVCKVMHPE |
| GNGRSGFLIH |  | GERQKDKLVV |  | LECYVRKDLV |  | YTKANPTFHH |  | WKVDNRKFGL |
| TFQSPADARA |  | FDRGVRKAIE |  | DLIEGSTTSS |  | STIHNEAELG |  | DDDVFTTATD |
| SSSNSSQKRE |  | QPTRTISSPT |  | SCEHRRIYTL |  | GHLHDSYPTD |  | HYHLDQPMPR |
| PYRQVSFPDD |  | DEEIVRINPR |  | EKIWMTGYED |  | YRHAPVRGKY |  | PDPSEDADSS |
| YVRFAKGEVP |  | KHDYNYPYVD |  | SSDFGLGEDP |  | KGRGGSVIKT |  | QPSRGKSRRR |
| KEDGERSRCV |  | YCRDMFNHEE |  | NRRGHCQDAP |  | DSVRTCIRRV |  | SCMWCADSML |
| YHCMSDPEGD |  | YTDPCSCDTS |  | DEKFCLRWMA |  | LIALSFLAPC |  | MCCYLPLRAC |
| YHCGVMCRCC |  | GGKHKAAA   |  |            |  |            |  |            |

A: Аланін

C: Цистеїн

D: Аспарагінова кислота

E: Глутамінова кислота

F: Фенілаланін

G: Гліцин

H: Гістидин

I: Ізолейцин

K: Лізин

L: Лейцин

M: Метіонін

N: Аспарагін

P: Пролін

Q: Глутамін

R: Аргінін

S: Серин

T: Треонін

V: Валін

W: Триптофан

Кодований геном білок за функцією належить до фосфопротеїнів. 
Задіяний у такому біологічному процесі як альтернативний сплайсинг. 
Локалізований у цитоплазмі, мембрані, цитоплазматичних везикулах.